# マリン・ガールズ
マリン・ガールズ (Marine Girls) は、イギリス出身のガールズ・バンド。

## 概要
トレイシー・ジーナ・ジェーンの3人がビショップスハットフィールド女学校在学中、ザ・スターン・ポップスという名のグループを結成し、ジェーンの妹アリスが加わり4人組になった時にバンド名をマリン・ガールズと改めた。4人で地元のクラブやパーティなどで演奏しているうちに、エセックスのインディー・レーベル“イン・フェイズ”と契約し、シングル「On My Mind」を発表。更にカセット・テープ・アルバム『ア・デイ・バイ・パーティ』と『ビーチ・パーティ』の2本をリリース。『ビーチ・パーティ』の方は、1981年に「Whaam!」レーベルからレコード化された。また、ナイーブ・レコードのオムニバス・アルバム『Rupert Preaching At A Picture』にも1曲提供している。
こうして活動を続けたマリン・ガールズだが、途中ジーナが脱退し、トレイシーもハル大学人文科学部英語コースに入学したために夏休みのみの活動となった。
1983年、アルバム『レイジー・ウェイズ - けだるい生活』を発表し、解散。トレーシーはエヴリシング・バット・ザ・ガールで成功し、ソロとしても活躍している。
音楽のジャンルとしてはネオ・アコースティック、ギターポップに分類され、海や恋愛などをテーマにした曲が多い。チェリー・レッド・レコードから発売されたセカンド・アルバム『レイジー・ウェイズ - けだるい生活』はUKインディー・チャートで4位になった。

## トリビア
- カート・コバーンは自身の日記の中でトップアルバム50枚を挙げており、その中にはマリン・ガールズのアルバム『ビーチ・パーティ』も入っている。
- 「On My Mind」を再録音した曲がエヴリシング・バット・ザ・ガールのアルバムに収録されている。

## メンバー
- トレーシー・ソーン (Tracey Thorn) - ギター (1980年–1983年)
- ジェーン・フォックス (Jane Fox) - ベース (1980年–1983年)
- アリス・フォックス (Alice Fox) - ボーカル、パーカッション (1981年–1983年) ※ジェーンとは姉妹
- ジーナ・ハートマン (Gina Hartman) - ボーカル、パーカッション (1980年–1981年) ※1981年に脱退

## ディスコグラフィ

### アルバム
- 『ビーチ・パーティ』 - Beach Party (1982年3月)
- 『レイジー・ウェイズ - けだるい生活』 - Lazy Ways (1983年4月)

### シングル
- "On My Mind / The Lure Of The Rockpools" (1981年12月)
- "Don't Come Back /You Must Be Mad" (1983年2月)